# Анібаль Руїс
Анібаль (Маньйо) Руїс Лейтес (ісп. Aníbal "Maño" Ruiz Leites; 30 грудня 1942, Сальто — 10 березня 2017, Веракрус) — уругвайський футболіст і тренер. Виступав на позиції півзахисника.

## Кар'єра

### Кар'єра гравця
Розпочав свою кар'єру в клубі «Данубіо». Його прізвисько «Маньйо» з'явилося, тому що його бабуся і дідусь були жителями Сарагоси, Іспанія. Як гравець виступав у 8 клубах з Уругваю, Мексики, Колумбії і Еквадору.

### Кар'єра тренера
Після завершення ігрової кар'єри починав як асистент тренера в клубі «Насьйональ». За всю свою кар'єру Руїс очолював 18 команд з Парагваю, Еквадору, Колумбії, Венесуели, Мексики, Перу та Гватемалі. Його найкращі досягнення як тренера включають в себе перемогу в чемпіонаті Парагваю 1985 з «Олімпією Асунсьйон», виведення національної збірної Парагваю на ЧС-2006 і перемогу в чемпіонаті Перу з клубом «Універсідад Сан-Мартін».
У 1992 році очолював національну збірну Сальвадору. Маньйо очолив основну збірну Парагваю після чемпіонату світу 2002 року, прийнявши управління від італійця Чезаре Мальдіні.
Він отримав нагороду Футбольний тренер року в Південній Америці у 2005 році. У 2006 році Руїс привів збірну Парагваю до його найгірших показників у турнірі Кубка світу, програвши дві гри у груповому етапі, що ніколи не відбувалося в попередні шість сезонів Парагваю.
2007 року очолив «Веракрус» з мексиканського першого дивізіону. У 2008 році він був названий тренером одного з найбільших і найбільш шанованих клубів в Еквадорі, «Емелек», але був звільнений 3 серпня 2008 через незадовільні результати.
30 серпня 2008 року очолив клуб з тієї ж країни «Кукута Депортіво». У 2010 році він був призначений новим тренером клубу «Універсідад Сан-Мартін».
10 березня 2017 року під час роботи помічником головного тренера «Пуебли» Хосе Кардосо Руїс знепритомнів на стадіоні Луїс «Пірата» Фуенте в Веракрусі під час розігріву команди. Анібаль згодом помер внаслідок серцевого нападу по дорозі в місцеву лікарню.

## Критика
Преса й уболівальники критикували його за надзвичайно оборонну стратегію, що використовував під час чемпіонату світу, незважаючи на наявність молодих талантів в атаці, таких як Роке Санта Крус, Нельсон Вальдес, Хуліо Дос Сантос і Нельсон Куевас, а також за рішення взяти на Мундіаль кілька гравців-ветеранів, щоб зміцнити захист команди.

## Досягнення
- Футбольний тренер року в Південній Америці: 2005